# Feministische Studien
Feministische Studien (Eigenschreibweise: feministische studien) ist der Titel einer peer-reviewten Zeitschrift für interdisziplinäre Frauen- und Geschlechterforschung im deutschsprachigen Raum.

## Organisation
Das erste Heft erschien 1982. Ehrenamtliche Mitglieder des Kreises der Herausgeberinnen sind mit Stand des Heftes Nr. 1 aus 2019: Sabine Hark (Berlin), Friederike Kuster (Wuppertal), Katharina Liebsch (Hamburg), Aline Oloff (Berlin), Regine Othmer (Hannover), Birgitt Riegraf (Paderborn), Tanja Thomas (Tübingen). Aus diesem Kreis übernehmen Personen die Herausgabe und Redaktion des jeweiligen Heftes.
Die Arbeitsweise der Redaktion ist von Anbeginn basisdemokratisch organisiert und basiert auf einem Peer-Review-Verfahren: Eingegangene Manuskripte werden anonymisiert, von allen gelesen und per Mehrheitsbeschluss aufgenommen oder abgelehnt. 1988 wurde der Förderverein Feministische Studien e. V. gegründet, der seinen Sitz in Hannover hat. Die Zeitschrift wurde im Juli 2008 in den internationalen Science Citation Index aufgenommen und wird auch im European Reference Index for the Humanities gelistet.
Die Druckausgabe der Feministischen Studien erscheint zweimal im Jahr, jeweils im Mai und im November. Von 1982 bis 1986 erschien die Zeitschrift im Beltz-Verlag, Weinheim. Nach der Kündigung durch den Beltz-Verlag und einer einjährigen Pause erschien sie von 1988 bis 2001 im Deutschen Studien Verlag, Weinheim. Seit 2002 erschien die Zeitschrift im Verlag Lucius & Lucius, Stuttgart. Nach der Übernahme von Lucius & Lucius durch die Verlagsgruppe De Gruyter erscheinen die Feministischen Studien im Verlag De Gruyter.
Neben der Zeitschrift betreiben die Feministischen Studien seit November 2014 einen Blog. Dort werden feministische Debattenbeiträge zu aktuellen gesellschaftlichen und wissenschaftlichen Fragen veröffentlicht.

## Aufgabe
Im ersten Heft der Zeitschrift hieß es 1982: „Die Aufgabe der Zeitschrift ist es, wissenschaftliche Strömungen, die für Frauenstudien relevant sein können, aufzugreifen, über den Stand der Frauenforschung auch in anderen Ländern zu informieren und insbesondere Formen nicht institutionalisierter Frauenforschung darzustellen und zu Wort kommen zu lassen. Ihr Ziel ist es, das Wissen von und über Frauen in Geschichte, Kultur und Gesellschaft zu vertiefen und zu verbreiten.“
Die feministischen studien setzen sich seit nunmehr über 30 Jahren kritisch mit gesellschaftlichen Veränderungen auseinander, beteiligen sich an Debatten in Forschung und Öffentlichkeit und liefern Impulse in gegenwärtigen Kontroversen.
Ein Anspruch ist es, Anregungen für neue Sichtweisen, aber auch Anstöße für eine veränderte Praxis zu liefern: Schwerpunkthefte beispielsweise zum Thema „Ökonomie jenseits des Wachstums – feministische Perspektiven auf die (Post)Wachstumsgesellschaft“ (Heft 2/2017) und „Normalisierung neoreaktionärer Politiken“ (Heft 2/2018) greifen je aktuell brisante Themen und gesellschaftliche Fragen auf und gehen, etwa unter den Titeln „Mehr feministische und kritische Theorie“ (Heft 1/2018)" und „Reproduktionstechnologien, Generativität, Verwandtschaft“ (Heft 1/2019) auf neue Denkformen und Praktiken ein.

## Wissenschaftlicher Beirat
Unterstützung finden Herausgeberinnen und Redaktion in einem seit 1987 bestehenden und seitdem ständig erweiterten wissenschaftlichen Beirat. Zum Beirat gehören u. a. Christel Eckart, Anne Fleig, Ute Gerhard, Claudia Gather, Claudia Honegger, Juliane Jacobi, Gabriele Kämper, Ina Kerner, Helga Kelle, Cornelia Klinger, Gudrun-Axeli Knapp, Helma Lutz, Carola Sachse, Mechthild Rumpf, Stefanie Schüler-Springorum, Eva Senghaas-Knobloch, Anna Maria Stuby, Mechthild Veil und Ulla Wischermann.